# (309239) 2007 RW10
(309239) 2007 RW10, ранее 2007 RW10 — временный квазиспутник Нептуна. При наблюдении с Нептуна будет казаться, что этот астероид обращается вокруг него, но в реальности — вокруг Солнца.

## Открытие, орбита, физические характеристики
(309239) 2007 RW10 был открыт в рамках обзора Palomar Distant Solar System Survey 9 сентября 2007 года, но потом был обнаружен и на снимках неба от 1988 года. На момент открытия он считался троянским астероидом Нептуна, но теперь исключён из этой категории. Лаборатория реактивного движения относит (309239) 2007 RW10 к транснептуновым объектам, но Центр малых планет относит объект к кентаврам. Движется по орбите с наклонением 36,2°, большой полуосью 30,18 а. е. и эксцентриситетом 0,3020. Наблюдения на телескопе Herschel-PACS показали, что диаметр равен 247 км.

## Динамические свойства квазиспутника и эволюция орбиты
(309239) 2007 RW10 в настоящее время находится на петлеобразной орбите вокруг Нептуна. В течение приблизительно 12500 лет астероид является квазиспутником Нептуна и в течение примерно такого же времени будет им оставаться. Ранее объект был троянским астероидом Нептуна вблизи точки L5 и перейдёт в то же состояние вскоре после того, как перестанет быть квазиспутником. Наклон орбиты наибольший среди всех коорбитальных спутников Нептуна. Вероятно, это наибольший объект в резонансе 1:1 с какой-либо большой планетой.

## Происхождение
(309239) 2007 RW10 является динамически горячим (как с точки зрения большого эксцентриситета, так и с точки зрения большого наклона орбиты) объектом, маловероятно, что он изначально был коорбитальным астероидом с Нептуном. Вероятно, (309239) 2007 RW10 образовался за пределами орбиты Нептуна и затем был захвачен в резонанс 1:1.